# Arnošt Ferdinand z Windischgrätze
Arnošt Ferdinand Veriand princ z Windisch-Graetze, též z Windischgrätze (německy Ernst Ferdinand Weriand Prinz zu Windisch-Graetz (Windischgrätz), 27. září 1827 Vintířov – 22. listopadu 1918 Vídeň) byl česko-rakouský šlechtic z rodů Windischgrätzů, sběratel umění, archeolog a politik. Po službě v armádě byl poslancem Českého zemského sněmu a Říšské rady za Kraňsko. Jeho syn Otto (1873–1952) se oženil s arcivévodkyní Alžbětou Marií, jedinou dcerou korunního prince Rudolfa.

## Život
Pocházel ze staré kraňské šlechtické rodiny Windischgrätzů, patřil k mladší, tzv. Weriandově linii, mimo jiné byl synovcem maršála Alfreda z Windischgrätze. Narodil se na zámku Vintířov jako čtvrtý syn knížete Werianda z Windischgrätze (1790–1867) a jeho manželky Marie Eleonora (1795–1876) pocházela z rodu Lobkowiczů.
Od mládí sloužil v armádě, do níž vstoupil v roce 1845 jako poručík. V hodnosti nadporučíka bojoval v revolučních letech 1848–1849 v severní Itálii, během války se Sardinií byl povýšen na majora (1859). Armádu opustil v roce 1865 v hodnosti plukovníka, ale ještě v prusko-rakouské válce v roce 1866 působil jako pobočník generála Benedeka. V letech 1870–1872 byl poslancem českého zemského sněmu za velkostatkářskou kurii. 
Zasedal také jako poslanec Říšské rady (celostátního parlamentu Předlitavska), kam nastoupil v doplňovacích volbách roku 1880 za kurii venkovských obcí v Kraňsku, obvod Kočevje, Trebnje, Radeče ad. Slib složil 15. ledna 1880. Mandát obhájil ve volbách roku 1885, nyní za obvod Kranj, Kamnik atd. Ve volebním období 1879–1885 se uvádí jako kníže Ernst zu Windisch-Grätz, statkář, bytem Slattenegg.Přistoupil ke konzervativnímu Hohenwartově klubu (tzv. Strana práva). Přikláněl se k slovinskému politickému táboru.
V roce 1901 byl jmenován c. k. tajným radou a v roce 1908 obdržel Řád zlatého rouna.
Princz Arnošt Ferdinand Veriand z Windisch-Graetze zemřel v 22. listopadu 1918 ve Vídni.

## Majetkové poměry

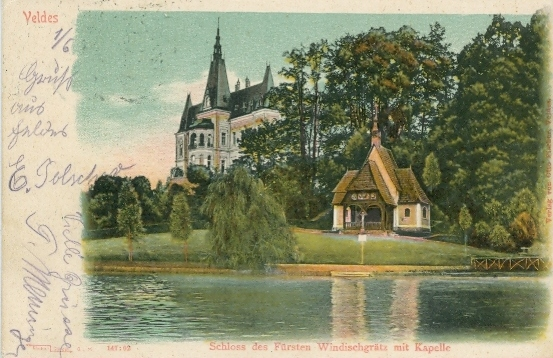
Windischgrätzova vila na břehu Bledského jezera

Po otci vlastnil velkostatky v severních Čechách (Vintířov, Poláky), které ale v letech 1868–1869 prodal. Do majetku této linie Windischgrätzů patřil také trojský zámek v Praze, který byl prodán v roce 1873. Dále vlastnil statky v Kraňsku (Slatna v dnešním Slovinsku). Zámek Slatna patřil potomkům do konce druhé světové války. Nechal také postavit honosnou vilu na břehu Bledského jezera, kde trávil letní měsíce (vila později přešla do majetku jugoslávského krále Alexandra). 
Zajímal se též o archeologii a numismatiku, měl bohatou sbírku mincí a nakupoval umělecké sbírky.

## Rodina
V roce 1870 se v Mnichově oženil s princeznou Kamilou Oettingen-Spielbergovou (1845–1888), která se později stala c. k. palácovou dámou a dámou Řádu hvězdového kříže. Z jejich manželství pocházely tři děti:
- 1. Karel Otto Hugo Veriand (1871–1915), c. k. komoří, plukovník, manž. 1905 Alexandra hraběnka Festeticsová z Tolny (1884–1963)
- 2. Otto Veriand Hugo Arnošt (1873–1952), c. k. nadporučík, 1902 povýšen do knížecího stavu, manž. 1902 arcivévodkyně Alžběta Marie Rakouská (1883–1963)
- 3. Marie Eleonora Gabriela (1878–1977), manž. 1901 Alfons hrabě Paar (1868–1903)